# Terminalia januariensis
A piúna (Terminalia januariensis) é uma árvore brasileira não pioneira, nativa de matas ciliares da floresta ombrófila densa do Rio de Janeiro, São Paulo e Minas Gerais.
Sua área de distribuição é bastante reduzida. Em São Paulo ocorre apenas na floresta ombrófila do sudeste e do litoral sul.
A dispersão de suas sementes se dá por anemocoria.